# Metodo della bisezione

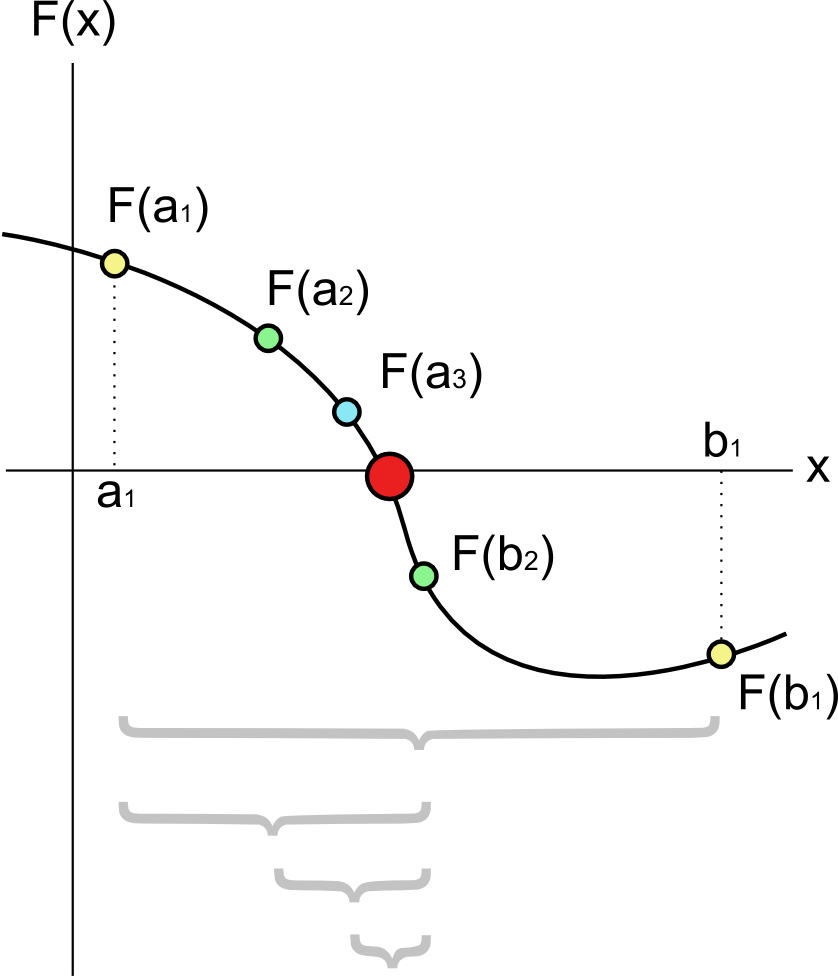
Alcuni passi del metodo della bisezione, applicato all'intervallo [a_{1};b_{1}]. Il punto rosso è la radice della funzione.

In analisi numerica il metodo di bisezione (o algoritmo dicotomico) è il metodo numerico più semplice per trovare le radici di una funzione. La sua efficienza è scarsa e presenta lo svantaggio di richiedere ipotesi particolarmente restrittive. Ha però il notevole pregio di essere stabile in ogni occasione e quindi di garantire sempre la buona riuscita dell'operazione.

## Descrizione
Data l'equazione {\displaystyle f(x)=0} definita e continua in un intervallo {\displaystyle [a,b]}, tale che {\displaystyle f(a)\cdot f(b)<0}, è allora possibile calcolarne un'approssimazione in {\displaystyle [a,b]} (vedi teorema degli zeri).
Si procede dividendo l'intervallo in due parti uguali e calcolando il valore della funzione nel punto medio di ascissa {\displaystyle {\frac {a+b}{2}}.} Se risulta {\displaystyle f\left({\frac {a+b}{2}}\right)=0} allora {\displaystyle {\frac {a+b}{2}}} è la radice cercata; altrimenti tra i due intervalli {\displaystyle \left[a,{\frac {a+b}{2}}\right]} e {\displaystyle \left[{\frac {a+b}{2}},b\right]} si sceglie quello ai cui estremi la funzione assume valori di segno opposto. Si ripete per questo intervallo il procedimento di dimezzamento. Così continuando si ottiene una successione di intervalli {\displaystyle [a_{1},b_{1}],[a_{2},b_{2}],\ldots ,[a_{n},b_{n}],\ldots ,} incapsulati, cioè ognuno incluso nel precedente. Questi intervalli hanno come ampiezze {\displaystyle b_{n}-a_{n}={\frac {b-a}{2^{n}}}} per {\displaystyle n=1,2,3,\ldots }
I valori {\displaystyle a_{i}} sono valori approssimati per difetto della radice, i valori di {\displaystyle b_{i}} sono invece i valori della radice approssimati per eccesso. Gli {\displaystyle a_{n}} formano una successione crescente limitata ed i {\displaystyle b_{n}} formano una successione decrescente limitata. Le due successioni ammettono lo stesso limite che è la radice dell'equazione esaminata.
Come approssimazione della radice {\displaystyle \alpha } si considera il punto medio degli intervalli, cioè {\displaystyle c_{n}={\frac {a_{n}+b_{n}}{2}},} per {\displaystyle n=1,2,\ldots }
L'algoritmo viene arrestato quando {\displaystyle f(c_{n})} è abbastanza vicino a {\displaystyle 0} e/o quando l'ampiezza dell'intervallo {\displaystyle [a_{n},b_{n}]} è inferiore ad una certa tolleranza {\displaystyle \varepsilon }. Dunque come stima di {\displaystyle \alpha } alla fine avremo un certo {\displaystyle c_{n}.} Si dimostra facilmente che per l'errore commesso {\displaystyle e_{n}} vale la seguente relazione:
{\displaystyle |e_{n}|=|c_{n}-\alpha |\leq {\frac {b-a}{2^{n+1}}}.}
Un importante corollario è che
{\displaystyle \lim _{n\to \infty }|e_{n}|=0,}
quindi la convergenza del metodo è globale.
Se richiediamo {\displaystyle |e_{n}|\leq \varepsilon } otteniamo la seguente condizione per {\displaystyle n}:
{\displaystyle n\geq log_{2}{\frac {b-a}{\varepsilon }}-1.}
Essendo {\displaystyle log_{2}10\approx 3,32} servono in media più di tre bisezioni per migliorare di una cifra significativa l'accuratezza della radice, quindi la convergenza è lenta. Inoltre la riduzione dell'errore a ogni passaggio non è monotona, cioè non è detto che {\displaystyle |e_{n+1}|<|e_{n}|} per ogni {\displaystyle n=1,2,\ldots } Non si può definire quindi un vero e proprio ordine di convergenza per questo metodo.

## Algoritmo
Di seguito si fornisce lo pseudocodice di questo metodo:
```
N
 ← 1

While
 
N
 ≤ 
NMAX
 
# limite alle iterazioni per impedire loop infiniti

  
c
 ← (
a
 + 
b
)/2 
# new midpoint

  
If
 
f
(
c
) = 0 or (
b
 – 
a
)/2 < 
TOL
 
then
 
# soluzione individuata

    Output(
c
)
    
Stop

  
EndIf

  
N
 ← 
N
 + 1 
# incremento del contatore

  
If
 sign(
f
(
c
)) = sign(
f
(
a
)) 
then
 
a
 ← 
c
 
else
 
b
 ← 
c
 
# nuovo intervallo

EndWhile

Output("Operazione non riuscita.") 
# massimo numero di iterazioni superato
```

## Esempio
È possibile utilizzare il metodo di bisezione per trovare la radice del seguente polinomio:
{\displaystyle f(x)=x^{3}-x-2\,.}
Innanzitutto bisogna individuare due numeri {\displaystyle a} e {\displaystyle b} tali che {\displaystyle f(a)} e {\displaystyle f(b)} hanno segno discorde. Per la funzione summenzionata, {\displaystyle a=1} e {\displaystyle b=2} soddisfano tale criterio, in quanto 
{\displaystyle f(1)=(1)^{3}-(1)-2=-2}
e
{\displaystyle f(2)=(2)^{3}-(2)-2=+4\,.}
Essendo la funzione continua, le ipotesi del teorema di Bolzano sono rispettate e deve esservi una radice compresa tra {\displaystyle \left[1,2\right]}.
Essendo gli estremi dell'intervallo che abbiamo considerato {\displaystyle a_{1}=1} e {\displaystyle b_{1}=2}, il punto medio sarà:
{\displaystyle c_{1}={\frac {2+1}{2}}=1,5}
Il valore della funzione al punto medio sarà {\displaystyle f(c_{1})=(1,5)^{3}-(1,5)-2=-0,125}. Essendo {\displaystyle f(c_{1})} negativa,  {\displaystyle a=1} viene sostituita con {\displaystyle a=1,5} per la prossima iterazione affinché {\displaystyle f(a)} e {\displaystyle f(b)} abbiano segno discorde. Con la continuazione di questo processo l'intervallo fra {\displaystyle a} e {\displaystyle b} diverrà drasticamente sempre più piccolo, sino a convergere nella radice ricercata. Si consulti, in tal senso, la tabella successiva:
| Iterazione | {\displaystyle a_{n}} | {\displaystyle b_{n}} | {\displaystyle c_{n}} | {\displaystyle f(c_{n})} |
| ---------- | --------------------- | --------------------- | --------------------- | ------------------------ |
| 1          | 1                     | 2                     | 1.5                   | −0.125                   |
| 2          | 1,5                   | 2                     | 1,75                  | 1,6093750                |
| 3          | 1,5                   | 1,75                  | 1,625                 | 0,6660156                |
| 4          | 1,5                   | 1,625                 | 1,5625                | 0,2521973                |
| 5          | 1,5                   | 1,5625                | 1,5312500             | 0,0591125                |
| 6          | 1,5                   | 1,5312500             | 1,5156250             | −0,0340538               |
| 7          | 1,5156250             | 1,5312500             | 1,5234375             | 0,0122504                |
| 8          | 1,5156250             | 1,5234375             | 1,5195313             | −0,0109712               |
| 9          | 1,5195313             | 1,5234375             | 1,5214844             | 0,0006222                |
| 10         | 1,5195313             | 1,5214844             | 1,5205078             | −0,0051789               |
| 11         | 1,5205078             | 1,5214844             | 1,5209961             | −0,0022794               |
| 12         | 1,5209961             | 1,5214844             | 1,5212402             | −0,0008289               |
| 13         | 1,5212402             | 1,5214844             | 1,5213623             | −0,0001034               |
| 14         | 1,5213623             | 1,5214844             | 1,5214233             | 0,0002594                |
| 15         | 1,5213623             | 1,5214233             | 1,5213928             | 0,0000780                |

Dopo tredici iterazioni è evidente che si verifica una convergenza in 1,521 come radice del polinomio.